# Gran Museo Egipcio
El Gran Museo Egipcio (en inglés: Grand Egyptian Museum) es un museo arqueológico ubicado en Giza, Egipto. Estará íntegramente dotado de colecciones del Antiguo Egipto y será el museo arqueológico más grande del mundo dedicado a una sola civilización. Ocupa un terreno de unas 50 hectáreas y está situado a dos kilómetros al oeste de las pirámides de Giza.
La idea de construir el museo fue anunciada en 1992, aunque la construcción comenzó en 2005 y se concluyó en 2023 con un coste de mil millones de dólares. Su inauguración oficial, tras varios retrasos, será el 1 de noviembre de 2025.
El museo alberga una colección de artefactos egipcios desde el período predinástico hasta el Egipto copto, con un volumen de 100.000 piezas del Antiguo Egipto, incluyendo 20.000 que nunca han sido expuestas al público, como la colección al completo, de 5.398 piezas, del faraón Tutankamón en un mismo lugar. La colección de Tutankamón se exhibirá en una zona de 7.500 metros cuadrados. Asimismo, algunas piezas nunca exhibidas serán la segunda barca solar de Keops, cuya restauración costó 5 millones de dólares, la colección de la reina Hetepheres (madre de Jufu) y la colección de Yuya y Tuyu.

## Proyecto
El diseño del edificio fue asignado mediante un concurso de arquitectura. El concurso fue anunciado el 7 de enero de 2002. Los organizadores recibieron 1557 solicitudes de 82 países, convirtiéndose en el segundo concurso de arquitectura más solicitado de la historia. En la segunda etapa del concurso, fueron asignadas 20 solicitudes que debieron aportar información adicional. Finalmente, la compañía Heneghan Peng de Dublín, Irlanda, se hizo con el contrato, valorado en 250 000 dólares. El edificio fue diseñado por los arquitectos Heneghan Peng, Buro Happold y Arup. El plan y el diseño museístico fue encargado a Metaphor y Cultural Innovations S.A.
El edificio tiene forma de triángulo oblicuo y se encuentra a dos kilómetros al oeste de las pirámides, cerca de un cambio de sentido de la autovía local. Los muros norte y sur del edificio están alineados con las pirámides de Keops y Micerino. Enfrente del edificio hay una gran explanada con palmeras. Una de las características principales del museo es el muro de piedra traslúcido, de calcita (alabastro egipcio), que constituye la fachada frontal del edificio. La entrada principal dispondrá de un gran atrio, donde se exhibirán las estatuas más imponentes.

Centro de Conservación, terminado antes que el resto del edificio.

El 2 de febrero de 2010, Hill Internacional anunció que el Ministerio de Cultura de Egipto firmó un contrato de empresa en participación con Hill y EHAF Consulting Engineers para proporcionar servicios de administración durante el diseño y la construcción del Gran Museo Egipcio.
El coste de estimado del proyecto es de 550 millones de dólares, 300 de los cuales serán financiados por préstamos japoneses, el resto será financiado por el Consejo Supremo de Antigüedades, otras donaciones y fondos internacionales.
El nuevo museo está diseñado con la tecnología más avanzada, incluyendo realidad virtual. El museo también será un centro internacional de comunicación entre museos, para promover el contacto directo con otros museos locales e internacionales. El Gran Museo Egipcio incluirá un museo para niños, un centro de convenciones, un centro de formación, un centro de conservación y unos talleres similares a los que solían realizarse en antiguos edificios.

## Obra
El 5 de enero de 2002, el entonces presidente egipcio Hosni Mubarak puso la primera piedra del Gran Museo Egipcio. El 25 de agosto de 2006, se trasladó la gran estatua de Ramsés II desde la plaza de Ramsés en El Cairo hasta la meseta de Giza, anticipándose a la construcción del museo. La estatua de Ramsés II, con una antigüedad de aproximadamente 3200 años, fue restaurada y erigida en la entrada del museo en 2010.
A finales de agosto de 2008, el equipo de diseño entregó más de 5000 dibujos al Ministerio de Cultura de Egipto. Más tarde, se anunció la licitación de la obra en octubre de 2008. Earthmoving empezó a excavar el lugar para construir el edificio.
La primera fecha de finalización se anunció en septiembre de 2009, con una fecha de conclusión estimada en 2013. El 11 de enero de 2012, se adjudicó el contrato de empresa en participación entre la egipcia Orascom Construction Industries (OCI) y la belga BESIX Group, para la fase tres del Gran Museo Egipcio, valorado en 810 millones de dólares.
En enero de 2018, Besix y Orascom trasladaron e instalaron la escultura de 82 toneladas del coloso de Ramsés II al Gran Museo Egipcio. Fue el primer artefacto trasladado al museo, durante la construcción, debido a su tamaño. El 29 de abril de 2018 se produjo un incendio cerca de la entrada del museo, pero las piezas no fueron dañadas y se desconoce el origen del mismo. En mayo de 2018 se trasladaron al museo los últimos carros de Tutankamón. En agosto de 2020, dos estatuas colosales descubiertas en la ciudad sumergida de Heracleion fueron instaladas en las escaleras del vestíbulo del museo.
En febrero de 2023 se comenzó a dar acceso limitado al público, permitiendo a los visitantes explorar el vestíbulo y la zona comercial. En mayo de 2024 se nombró director del museo a Gihane Zaki. El 16 de octubre de 2024 el museo permitió el acceso a doce galerías como parte de un período de prueba. Estas galerías muestran piezas de varias épocas del Antiguo Egipto, con una capacidad de 4.000 visitantes diarios.

## Inauguración retrasada
La inauguración del Gran Museo Egipcio se ha visto retrasada en varias ocasiones entre 2020 y 2025, con algunos rumores que apuntaban a una fecha más temprana desde 2012.
La primera fecha de inauguración oficial se esperaba para 2020, aunque se decidió retrasarla un año debido a la pandemia de COVID-19 que mermó los preparativos y la logística. La nueva fecha fue finales de 2021, aunque pronto se descartó debido a la finalización de obras, preparativos y transporte de piezas arqueológicas. La nueva fecha sería finales de 2022 o principios de 2023, aunque el sindicato de guías turísticos de Egipto, Basem Halaka, anunció que se abriría a finales de 2023. De nuevo, el ministro de Turismo Ahmed Issa declaró que se inauguraría en mayo de 2024, aunque de nuevo no ocurrió, solo 4000 visitantes pudieron verlo parcialmente en octubre de 2024. La nueva fecha sería el 3 de julio de 2025.
Esta parecía ser la fecha definitiva, incluso se expusieron las fechas en las que el museo estaría cerrado para el transporte de piezas. Sin embargo, debido a la guerra entre Israel e Irán en junio de 2025, la inauguración se canceló. Finalmente, el 6 de agosto el primer ministro egipcio Mostafa Madbouly anunció que el museo sería inaugurado el 1 de noviembre de 2025.